# Tahltan Highland
Tahltan Highland är ett berg i Kanada.   Det ligger i provinsen British Columbia, i den centrala delen av landet, 4 000 km väster om huvudstaden Ottawa. Toppen på Tahltan Highland är 1 435 meter över havet, eller 40 meter över den omgivande terrängen. Bredden vid basen är 0,40 km.
Terrängen runt Tahltan Highland är kuperad åt nordväst, men åt sydost är den bergig. Trakten runt Tahltan Highland är nära nog obefolkad, med mindre än två invånare per kvadratkilometer.. Det finns inga samhällen i närheten.
Trakten runt Tahltan Highland består i huvudsak av gräsmarker.